# Тираспольський район

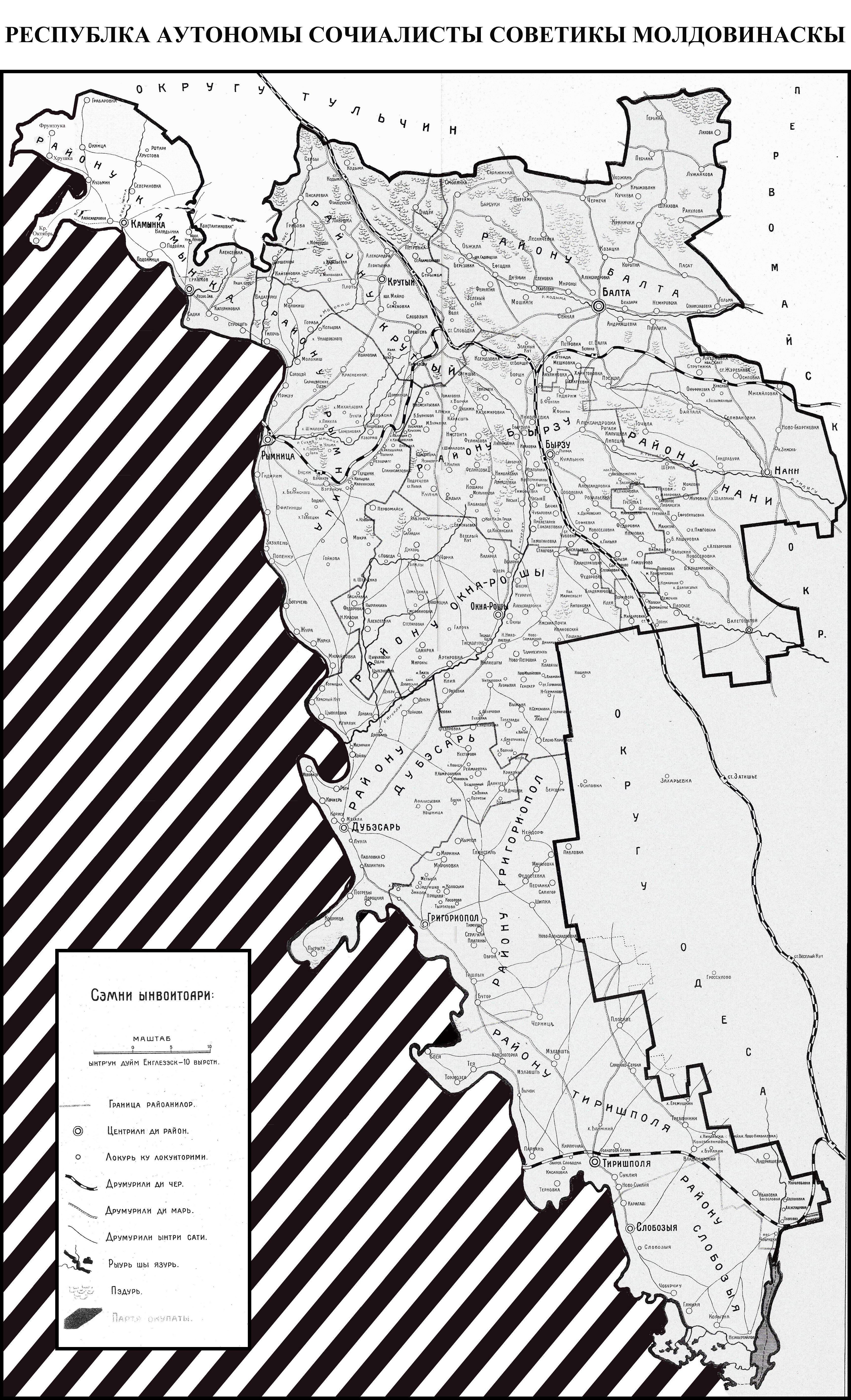
Мапа МАРСР 1929 року, з Тираспольским районом

Тираспольський район (рум. Району Тиришполя) — район УРСР, існував з 1923 по 1924 роки в складі Одеської округи (з колишніх волостей: Малаєштської, Плосківської, Парканської та м. Тирасполь)  та з 1924 по 1935 роки у складі Молдавської АРСР. Центром району був Тирасполь. Станом на березень 1923 року населення нараховувало 64807 осіб, на 1 жовтня 1925 рік кількість населення складала 55 585 чоловік, площа становила 679,5 кв. версти, кількість сільрад — 13.
Постановою ВУЦВК від 22 січня 1935 року Тираспольський район був ліквідований шляхом поділу між Слободзейським (переважна частина) та Григоріопольским районами. Тирасполь став окремою адміністративно-територіальної одиницею Молдавської АРСР — з 1937 року.
Указом Президії Верховної Ради Укр. РСР від 14 січня 1939 року виділенням з Тираспольської міськради утворено Тираспольський район: сільради Бичківська, Ближнє-Хутірська, Володимирівська, Гребеницька, Дзержинська, Красногорська, Малаєштська, Ново-Андріяшівська, Ново-Котовська, Ново-Краснянська, Плосківська, Парканська, Степанівська, Слав'яно-Сербська, Спейська, Суклейська, Токмазейська, Тейська та Тернівська.
Указом Президії Верховної Ради Молдавської РСР від 3 червня 1958 року Слободзейський район був скасований та включено до території Тираспольського району (також частково Григоріопольський район). 
Постановою Президії Верховної Ради МРСР від 21 червня 1971 року Тираспольський район був скасований, а на його базі створений Григоріопольський і Слободзейський райони.

## Населення
- 1926 — 64 750 (м. Тирасполь 21 741 і район (села) 43 009, у т.ч. с. Паркани 6356 і Плоске 6879)
- 1939 — 54 220 (без Тирасполя; у т.ч. с. Малаєшти 5374, Паркани 7363, Плоске 7263)